# 下阿根塔勒
下阿根塔勒（法語：Hagenthal-le-Bas，法語發音：[agəntal lə ba] ⓘ）是法国上莱茵省的一个市镇，与上阿根塔勒相邻，属于米卢斯区。

## 地理
下阿根塔勒（47°31'29"N, 7°28'39"E）面积6.2 平方千米，位于法国大東部大區上莱茵省，该省份为法国东部内陆省份，是阿尔萨斯的一部分，今与下莱茵省组成了阿尔萨斯欧洲集体，其北临下莱茵省，西接孚日省，西南接贝尔福地区省，东侧沿莱茵河与德国相望，南与瑞士接壤。
与下阿根塔勒接壤的市镇（或旧市镇、城区）包括：比什维莱尔、文茨维莱尔、福尔根斯堡、上阿根塔勒、讷维莱尔、莱门。
下阿根塔勒的时区为UTC+01:00、UTC+02:00（夏令时）。

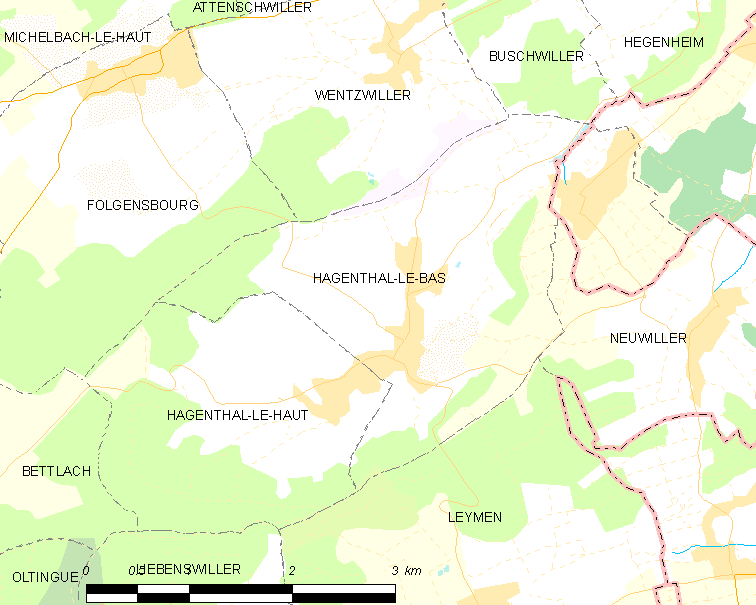
下阿根塔勒的OSM定位图

## 行政
下阿根塔勒的邮政编码为68220，INSEE市镇编码为68120。

## 政治
下阿根塔勒所属的省级选区为圣路易县。

## 人口

1962-2008年间下阿根塔勒人口变化图示

下阿根塔勒于2022年1月1日时的人口数量为1371人。